# ژووچ
ژووچ (به لهستانی:  Żółcz) یک روستا در لهستان است که در گمینا نگخانووو واقع شده‌است.